# Néa Kerdýlia
Néa Kerdýlia (Nea Kerdylia) är en ort i Grekland.   Den ligger i prefekturen Nomós Serrón och regionen Mellersta Makedonien, i den nordöstra delen av landet, 300 km norr om huvudstaden Aten. Néa Kerdýlia ligger 10 meter över havet och antalet invånare är 538.
Terrängen runt Néa Kerdýlia är varierad. Havet är nära Néa Kerdýlia söderut.  Närmaste större samhälle är Asproválta, 13,0 km sydväst om Néa Kerdýlia. 